# بالتورو موزتاغ
بالتورو موزتاغ  (انگلیسی: Baltoro Muztagh) زیررشته‌ای از رشته‌کوه در منطقه بلتستان واقع در گلگت-بلتستان (شمالی‌ترین واحد سیاسی پاکستان) و منطقه خودمختار سین‌کیانگ چین است. دامنه این کوه‌ها بخشی از مرز پاکستان و چین است که دولت هند نیز ادعای مالکیت بر آن را دارد.
قله کی۲ که با ارتفاع ۸٬۶۱۱ دومین کوه بلند دنیاست و سه کوه ۸۰۰۰ متری دیگر (گاشربروم ۱، برود پیک و گاشربروم ۲) در این کوه‌ها قرار دارند. این قله‌ها در سمت شمالی و شرقی یخچال بالتورو جای گرفته‌اند.

## قله‌های سرشناس
در جدول زیر قله‌های بلندتر از ۷۲۰۰ متر و دارای ارتفاع نسبی بیش از ۵۰۰ متر (معیار رایج شناسایی یک کوه مستقل) آورده شده است.
| کوه             | ارتفاع (متر) | ارتفاع (فوت) | مختصات                                                        | ارتفاع نسبی (متر) | کوه مادر   | نخستین صعود | صعودها (تلاش‌ها) |
| --------------- | ------------ | ------------ | ------------------------------------------------------------- | ----------------- | ---------- | ----------- | --------------- |
| کی۲             | ۸٬۶۱۱        | ۲۸٬۲۵۱       | ۳۵°۵۲′۵۷″ شمالی ۷۶°۳۰′۴۸″ شرقی / ۳۵٫۸۸۲۵۰°شمالی ۷۶٫۵۱۳۳۳°شرقی | ۴٬۰۱۷             | کوه اورست  | ۱۹۵۴        | ۴۵ (۴۴)         |
| گاشربروم ۱      | ۸٬۰۸۰        | ۲۶٬۵۰۹       | ۳۵°۴۳′۲۷″ شمالی ۷۶°۴۱′۴۴″ شرقی / ۳۵٫۷۲۴۱۷°شمالی ۷۶٫۶۹۵۵۶°شرقی | ۲٬۱۵۵             | کی۲        | ۱۹۵۸        | ۳۱ (۱۶)         |
| برود پیک        | ۸٬۰۵۱        | ۲۶٬۴۱۴       | ۳۵°۴۸′۳۸″ شمالی ۷۶°۳۴′۰۵″ شرقی / ۳۵٫۸۱۰۵۶°شمالی ۷۶٫۵۶۸۰۶°شرقی | ۱٬۷۰۱             | گاشربروم ۱ | ۱۹۵۷        | ۳۹ (۱۹)         |
| گاشربروم ۲      | ۸٬۰۳۴        | ۲۶٬۳۶۲       | ۳۵°۴۵′۲۷″ شمالی ۷۶°۳۹′۱۱″ شرقی / ۳۵٫۷۵۷۵۰°شمالی ۷۶٫۶۵۳۰۶°شرقی | ۱٬۵۲۳             | گاشربروم ۱ | ۱۹۵۶        | ۵۴ (۱۲)         |
| گاشربروم ۴      | ۷٬۹۳۲        | ۲۶٬۰۲۴       | ۳۵°۴۵′۳۳″ شمالی ۷۶°۳۶′۵۷″ شرقی / ۳۵٫۷۵۹۱۷°شمالی ۷۶٫۶۱۵۸۳°شرقی | ۷۲۵               | گاشربروم ۳ | ۱۹۵۸        | ۴ (۱۱)          |
| Skyang Kangri   | ۷٬۵۴۵        | ۲۴٬۷۵۴       | ۳۵°۵۵′۳۵″ شمالی ۷۶°۳۴′۰۳″ شرقی / ۳۵٫۹۲۶۳۹°شمالی ۷۶٫۵۶۷۵۰°شرقی | ۱٬۰۶۰             | کی۲        | ۱۹۷۶        | ۱ (۲)           |
| Sia Kangri      | ۷٬۴۲۲        | ۲۴٬۳۵۰       | ۳۵°۳۹′۴۸″ شمالی ۷۶°۴۵′۴۵″ شرقی / ۳۵٫۶۶۳۳۳°شمالی ۷۶٫۷۶۲۵۰°شرقی | ۶۴۰               | گاشربروم ۱ | ۱۹۳۴        | ۶ (۰)           |
| Skil Brum       | ۷٬۴۱۰        | ۲۴٬۳۱۱       | ۳۵°۵۱′۰۳″ شمالی ۷۶°۲۵′۴۵″ شرقی / ۳۵٫۸۵۰۸۳°شمالی ۷۶٫۴۲۹۱۷°شرقی | ۱٬۱۵۲             | کی۲        | ۱۹۵۷        | ۲ (۱)           |
| Chongtar Kangri | ۷٬۳۱۵        | ۲۳٬۹۹۹       | ۳۵°۵۴′۴۶″ شمالی ۷۶°۲۵′۴۷″ شرقی / ۳۵٫۹۱۲۷۸°شمالی ۷۶٫۴۲۹۷۲°شرقی | ۱٬۳۰۰             | Skil Brum  | ۱۹۹۴        | ۱ (۱)           |
| برج موزتاغ      | ۷٬۲۷۶        | ۲۳٬۸۷۱       | ۳۵°۴۹′۳۸″ شمالی ۷۶°۲۱′۳۹″ شرقی / ۳۵٫۸۲۷۲۲°شمالی ۷۶٫۳۶۰۸۳°شرقی | ۱٬۷۱۰             | Skil Brum  | ۱۹۵۶        | ۴ (۲)           |

### دیگر قله‌ها
تعدادی قله کم‌ارتفاع‌تر در نزدیکی دهانه یخچال بالتورو وجود دارد که برج‌های سنگی قابل‌توجهی محسوب می‌شوند و از نظر زیبایی و دشواری صعود شهرت دارند. این کوه‌ها شامل کوه‌های ترانگو (۶٬۲۸۶ متر)، قله بدون نام کوه‌های ترانگو (۶٬۲۳۹ متر) و یولی بیاهو (۶٬۱۰۹ متر) است.